# Mary Fowler
Pour les articles homonymes, voir Fowler.
Mary Fowler, née le 14 février 2003 à Cairns (Queensland), est une footballeuse internationale australienne, évoluant au poste d'attaquante. Elle joue actuellement à Manchester City, après avoir évolué au Montpellier HSC.

## Biographie
Mary Fowler naît d'un père irlandais et d'une mère papoue. Son frère Quivi et sa sœur Ciara jouent également au football, et ont tous les deux porté le maillot irlandais en sélections de jeunes. Elle grandit à Cairns, tout au nord de l'Australie, où elle étudie à la Holy Cross School. Elle part trois ans aux Pays-Bas avec sa famille, puis revient en Australie où elle étudie au Wollongong High School of the Performing Arts.

### En club
En 2018, Mary Fowler joue avec le Bankstown City FC en NSW WNPL, le championnat de Nouvelle-Galles du Sud.
Mary Fowler fait ses débuts professionnels en 2019, en même temps que sa sœur, à Adelaide United. Elle inscrit trois buts en sept matches avec les Reds.
En février 2020, Mary Fowler rejoint la France et signe au Montpellier HSC, devenant la première Australienne de l'histoire du club. Sa double-nationalité irlandaise est un atout, puisqu'elle lui permet de ne pas occuper de place de joueuse extra-communautaire. Avec le MHSC, elle dispute 42 matches et inscrit 10 buts.
En 2022, elle est recrutée par Manchester City pour 190 000 €, faisant d'elle à l'époque la deuxième recrue la plus chère de l'histoire du club. Lors de sa première saison chez les Skyblues, elle peine à se faire une place dans l'effectif et ne dispute que onze matches, tous en tant que remplaçante. En avril 2023, lors d'un match contre Reading, elle se fracture le dos en retombant après un duel aérien.
Après une coupe du monde 2023 réussie, elle s'impose progressivement et devient plus régulièrement titulaire avec les Citizens. Son entraîneur, Gareth Taylor, la fait évoluer plus sur le côté de l'attaque, où elle s'épanouit.
Elle est nommée en 2023 pour le prix FIFA The Best.

### En sélection
Avec l'équipe d'Australie des moins de 20 ans, elle participe au championnat d'Asie du Sud-Est senior, où elle inscrit dix buts en six matches, dont les deux buts australiens en finale, alors qu'elle est la plus jeune joueuse du tournoi.
Alors qu'elle est sélectionnable par l'Australie et l'Irlande, Mary Fowler choisit les Matildas avec qui elle est sélectionnée pour la première fois le 26 juillet 2018 lors d'un match amical contre le Brésil (victoire 3-1). Âgée de 15 ans seulement, elle est alors la 5e plus jeune joueuse australienne à commencer sa carrière.
Le 14 mai 2019, elle est appelée pour disputer la Coupe du monde 2019 organisée en France. Elle est la joueuse la plus jeune de cette édition de la coupe du monde, mais n'entre pas en jeu.
Elle joue ensuite avec l'équipe olympique lors des Jeux de Tokyo en 2021. Elle inscrit notamment un but lors de la victoire en quarts de finale face à la Grande-Bretagne. Elle perd ensuite progressivement sa place dans le onze de départ, avant d'y revenir pour pallier la blessure de Sam Kerr.
Elle participe ensuite à la Coupe du monde 2023 organisée en Australie. Lors du dernier match de préparation des Australiennes, elle entre en jeu à la mi-temps et inscrit l'unique but de la rencontre face à la France. Après avoir joué son premier match de coupe du monde lors de la victoire 1-0 face à l'Irlande, elle est indisponible pour le deuxième match contre le Nigeria à cause d'une commotion reçue à l'entraînement. Elle réalise ensuite une passe décisive pour l'ouverture du score de Caitlin Foord en huitièmes de finale face au Danemark.

## Vie privée
Depuis août 2023, elle est en couple avec le joueur de rugby australien Nathan Cleary.